# Xylotrechus basifuliginosus
Xylotrechus basifuliginosus es una especie de escarabajo longicornio del género Xylotrechus. Fue descrita científicamente por Heller en 1926.
Se distribuye por India y Nepal. Mide 15 milímetros de longitud. El período de vuelo ocurre en el mes de mayo.